# Granica liechtensteińsko-szwajcarska
Granica liechtensteińsko-szwajcarska – granica międzypaństwowa pomiędzy Księstwem Liechtensteinu a Konfederacją Szwajcarską o długości 41,2 km. Aktualny przebieg granicy obowiązuje od 15 sierpnia 1949 r., kiedy nastąpiła wymiana gruntów, podczas której Liechtenstein odstąpił na rzecz Szwajcarii niewielki fragment ziemi ze strategicznym wzgórzem Ellhorn, które Szwajcarzy chcieli wykorzystywać w celach militarnych.

## Przebieg
Granica rozpoczyna się u trójstyku z Austrią na szczycie Naafkopf i biegnie w kierunku zachodnim graniami najwyższych szczytów Liechtensteinu: Grauspitz, Falknis i Falknishorn. Następnie skręca na północny zachód w kierunku szczytu Mittlerspitz, na którym ponownie kieruje się na zachód. Dalej granica schodzi w dolinę, gdzie przecina ją kanał śródlądowy (Liechtensteiner Binnenkanal). Potem granica obiega wzgórze Ellhorn od północnej strony i dociera do Renu. Następnie granica biegnie środkiem koryta rzeki i dociera do trójstyku z Austrią w okolicach Sennwald i Ruggell.

## Przejścia graniczne

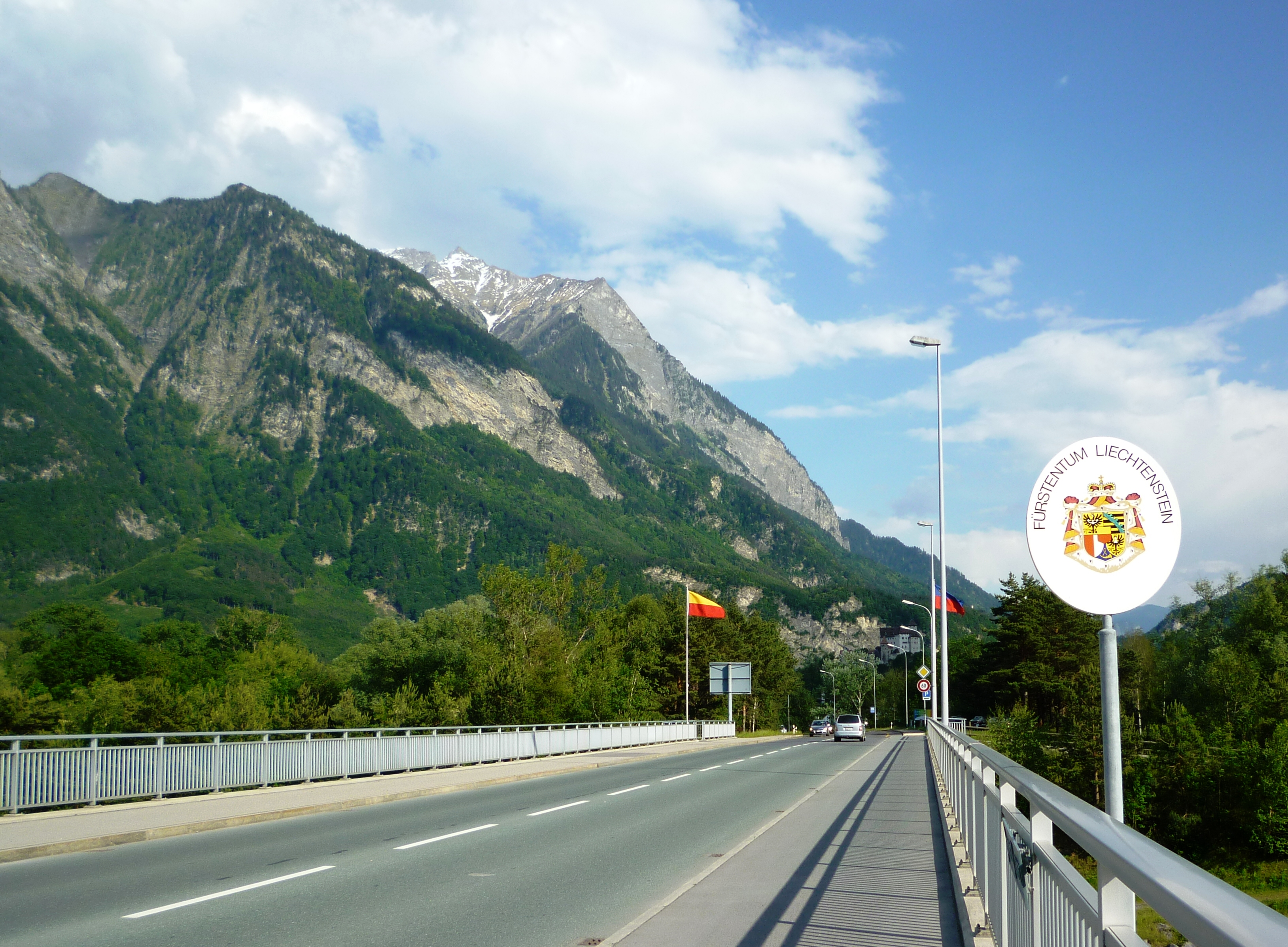
Most na Renie między Balzers a Trübbach.

Swobodny przejazd przez granicę liechtensteińsko-szwajcarską jest możliwy od 1923 roku, kiedy zawarto unię celną. Kontrole celne na granicy powróciły w 2008 roku, kiedy Szwajcaria przystąpiła do strefy Schengen, jednak 3 lata później w 2011 roku Liechtenstein również stał się członkiem strefy Schengen i kontrole ponownie zostały zniesione.
Ruch samochodowy przez granicę jest możliwy w sześciu miejscach:
- most na Renie: Ruggell (Liechtenstein) – Sennwald (Szwajcaria)
- most na Renie: Bendern, Gamprin (Liechtenstein) – Haag (Szwajcaria)
- most na Renie: Schaan (Liechtenstein) – Buchs (Szwajcaria)
- most na Renie: Vaduz (Liechtenstein) – Sevelen (Szwajcaria)
- most na Renie: Balzers (Liechtenstein) – Trübbach (Szwajcaria)
- Balzers (Liechtenstein) – Fläsch/Maienfeld (Szwajcaria)

Dodatkowo przez granicę przechodzi linia kolejowa łącząca austriackie Feldkirch z szwajcarskim Buchs.